# Re:Zero − Starting Life in Another World
Re:Zero − Starting Life in Another World (japoneză: Re:ゼロから始める異世界生活, , Re:Zero kara Hajimeru Isekai Seikatsu) este un raito noberu (roman ușor) japonez scris de Tappei Nagatsuki și ilustrat de Shin'ichirō Ōtsuka, și prezintă povestea lui Subaru Natsuki, un adolescent care este tranportat într-o altă lume în momentul în care acesta se întorcea de la magazin. 
O adaptare anime a seriei a fost creată de către studioul White Fox. Primul sezon al acesteia a fost difuzat între 4 aprilie 2016 și 19 septembrie 2016, primul episod fiind unul special de o oră. Al doilea sezon al anime-ului trebuia să aibă premiera în aprilie 2020, însă a fost amânat pentru iulie 2020 din cauza pandemiei de coronaviroză (COVID-19). Al doilea sezon a început pe data de 8 iulie 2020.